# 横須賀芸術劇場少年少女合唱団
横須賀芸術劇場少年少女合唱団（よこすかげいじゅつげきじょうしょうねんしょうじょがっしょうだん）は、横須賀芸術劇場専属のアマチュア合唱団。小学2年生から高校3年生まで、現在約150名の団員が活動している。プロの歌手、オーケストラとの共演も多数。